# Satyrium flavum
Satyrium flavum är en orkidéart som beskrevs av La Croix. Satyrium flavum ingår i släktet Satyrium och familjen orkidéer. Inga underarter finns listade i Catalogue of Life.